# 柱一 (毕宿)

柱一（御夫座ε）是在北天御夫座內的一顆恆星，在拜耳命名法中的名稱是御夫座ε。它在西方的固有名稱是Almaaz、Haldus、或Al Anz。柱一是顆不尋常的食雙星，系統包含一顆F0的超巨星和一顆未知的夥伴，通常被認為是個有著黑暗盤面的小B型恆星。大約每27年，柱一的光度會從視星等+2.92等降至+3.83等，這種變暗會持續640-730天。除了這種食變，這個系統還有約66天週期的低振幅變動。這個系統與地球的距離仍有爭議，但現在的估計大約是2000光年。
德國天文學家約翰·海因裡希·弗裡奇在1821年首度觀測與懷疑柱一是一顆變星。稍後，愛德華·海斯和弗里德里希·阿格蘭德確認弗裡奇最初的懷疑，並對這顆恆星特別關注。然而，漢斯·魯登道夫才是第一位對它仔細研究的天文學家。他的工作表明這個系統是食變星，由於它的伴星掩蔽，才使它的光度變暗。
柱一的夥伴一職受到很多質疑，因為這這個物體未如期預期的大小輻射出相對應的光度。在2008年，最普遍被接受的說法是，這是一個雙星系統，其伴星有著大規模、不透明的塵埃盤面；理論推測這是顆巨大半透明的恆星，或是黑洞。

## 觀測的歷史
雖然裸眼就很容易看見這顆恆星，但直到1821年約翰·弗里奇才首先注意到這個系統是顆變星。最終，從1842年至1848年，德國數學家愛德華·海斯和普魯士天文學家弗里德里希·阿格蘭德每隔數年觀察它一次。海斯和阿格蘭德的資料都顯示這顆恆星在1847年明顯的變暗了，而這一點吸引了兩人全心的注意。柱一（御夫座ε）之後又明顯的增亮，隨後在9月回復到正常的亮度。因為它吸引了更多的關注，越來越多的資料被彙整。觀測資料顯示柱一不僅是有很長的一段週期，在亮度上也有短期的變化。之後的食發生在1874年和1875年，以及大約30年後的1901年和1902年間。
漢斯·魯登道夫，也一直在觀測柱一，並且是第一個對這顆恆星進行詳細研究的人。在1904年，他在天文通報（Astronomische Nachrichten）發表一篇標題名稱為柱一的光度變化調查（Untersuchungen über den Lichtwechsel von ε Aurigae）的報告，建議這顆恆星是大陵五型變星和一顆食雙星。
在國際天文年，柱一也是從2009年至2011年的觀測目標，而這三年正是它最近一次食的時段。

### 史匹哲2009年的觀測
在2010年1月，Donald Hoard於美國天文學會在帕薩迪納加州理工學院的史匹哲科學中心的會議中，發表來自NASA史匹哲太空望遠鏡的觀測報告，並依據早期的觀測指出，只是一顆2.2-3.3倍太陽質量的後漸近巨星分支星被在盤中單獨的一顆B型恆星週期性的食。這是通過使用史匹哲的恆星指向圖元的四個角，直接取代只用一個，以史匹哲可以使用的最短觀測持續時間，只用百分之一秒的曝光，來有效的提高望遠鏡的靈敏度和避免曝光過度。這些資料支持伴星存在著盤面，並且確定粒子的大小有如碎石路面的顆粒，而不是細微的塵粒。

## 系統的性質
柱一的性質一直不清楚。長時間以來，只知道至少有兩個天體以不尋常的27年周期定期互食。早期的解釋：異常大的瀰漫性恆星、黑洞和奇特形狀的環狀體都以不被認可。現在有兩種主要的解釋，可以解釋已經觀察到的特徵：高質量的模型，主星是一顆質量大約是15 M☉的黃超巨星，伴星是顆大約2 M☉，正在演化中的低發光度恆星。
高質量恆星模型的變數一直很受關注，因為從外觀上看主恆星是一顆光譜屬於早期的F型或晚期的A型，光度是Ia或Iab的超巨星。一貫的距離估計預期它是顆亮的超巨星，但是伊巴谷衛星的是視差測量，其誤差值和本身一樣大，因此衍生的距離從355秒差距至4167秒差距。這種模型的主要問題是伴星的性質，需要有與主星大約相似的質量，然而觀測上它的性質卻是顆B型的主序星。另一個可能是涉及兩顆較低質量主序星的密近雙星，或是一個更複雜的系統。
低質量的模型，是最近流行的公民天空專案，提出了主星是2-4 M☉的漸近巨星分支恆星，所依據的是大多數的距離和量估計。這顆恆星在給定的質量上是異常的大和明亮的巨星，可能是非常高質量損失後的結果。若要與觀測到的食和軌道資料相匹配，伴星是相當正常的B型主序星，質量大約是6倍的太陽質量，似乎嵌入一個厚厚的圓盤邊緣。
軌道本身相當好確定，對我們傾斜約87度，主星和盤的距離大約是35天文單位（在高質量模型），這大約是從海王星至太陽的距離。

## 圖集

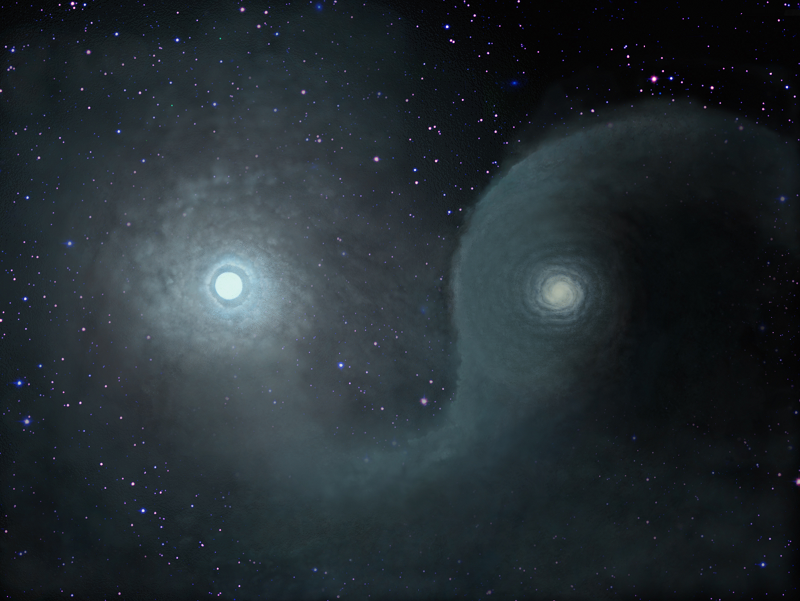
低傾斜（由 Nico Camargo繪圖）。
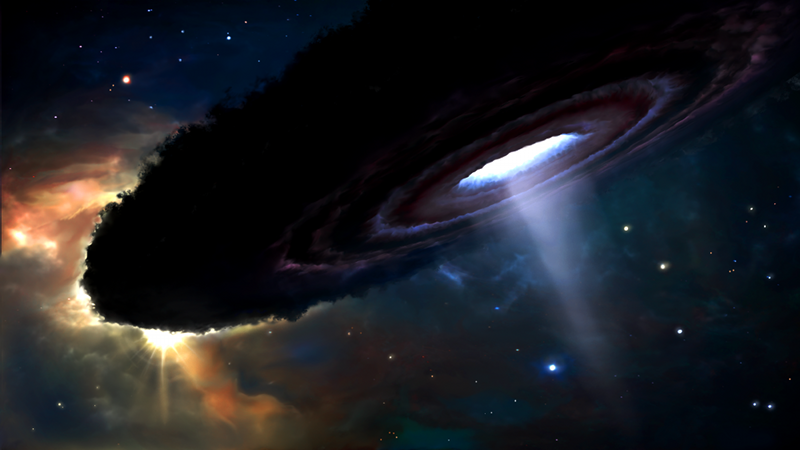
高傾斜（藝術家的想法）。
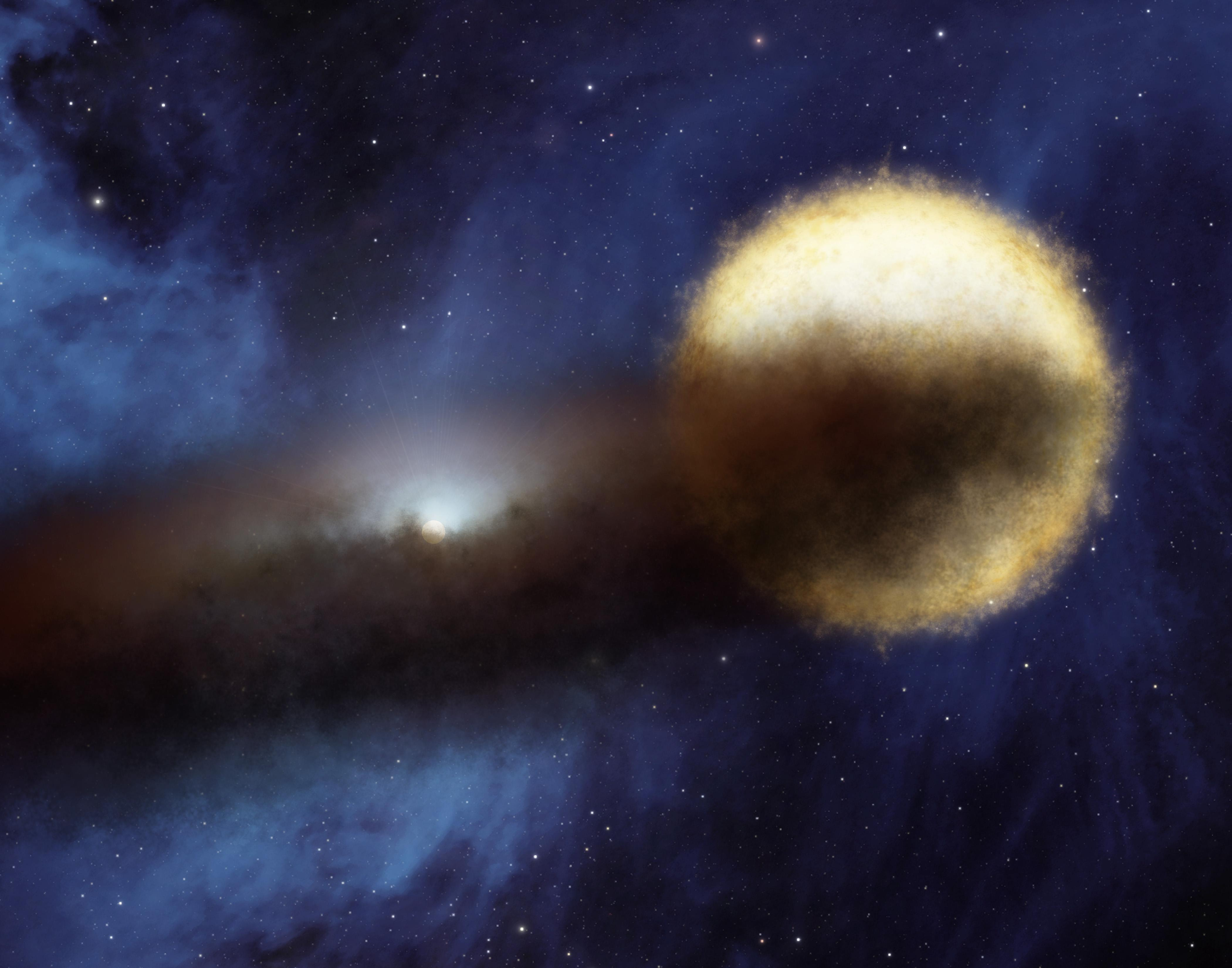
明亮的F型恆星和被塵埃盤包圍的B型伴星（藝術家的想法）。

## 外部連結
- YouTube video describing the system using Lite Brite diagrams （页面存档备份，存于）
- David Darling's encyclopedia （页面存档备份，存于）
- Epsilon Aurigae （页面存档备份，存于） article by Dr. Jim Kaler.
- The coming eclipse of epsilon Aurigae （页面存档备份，存于） by Dr. Robert Stencel, a.k.a. "Dr. Bob"

Capella and the Auriga constellation]
- Astronomy Picture of the Day 2010 January 8 The Mystery of the Fading Star （页面存档备份，存于）
- AAVSO Variable Star of the Season （页面存档备份，存于）
- . BBC News. 2010-04-07 （英国英语）.
- . National Geographic News. 2010-04-08 （英语）.